# جون روبنسون (طيار)
جون روبنسون (بالإنجليزية: John Robinson) هو طيار أمريكي، ولد في 24 أغسطس 1903 في كارابيل في الولايات المتحدة، وتوفي في 8 أبريل 1954 في أديس أبابا في إثيوبيا.